# Euophrys kataokai
Euophrys kataokai är en spindelart som beskrevs av Ikeda 1996. Euophrys kataokai ingår i släktet Euophrys och familjen hoppspindlar. Inga underarter finns listade i Catalogue of Life.